# Сіоністська організація Америки
Сіоністська організація Америки (англ. Zionist Organization of America, ZOA) — одна з перших сіоністських організацій США, заснована в 1897 році з метою сприяння створенню незалежної єврейської держави. Наразі є однією з найбільших організацій з проізраїльською позицією.
У числі напрямків діяльності — зміцнення американо-ізраїльських відносин, освітні програми, підтримка проізраїльські рішень в Конгресі, боротьба проти антиізраїльської дезінформації в ЗМІ, підручниках, путівниках, університетських кампусах. Президентом є Мортон Клейн, раніше президентами організації були член Верховного суду США Луї Брендайс і рабин Абба Гілель Сільвер.

## Позиція
СОА була дуже критична з приводу Ізраїльської оборони на Храмовій горі в Єрусалимі, заявивши що релігійні євреї були дискриміновані. СОА заперечувала проти того що їй не дали входу на Храмову гору.